# Károly Hauszler
Károly Hauszler (Budapest, 19 marzo 1952 – Budapest, 28 ottobre 2023) è stato un pallanuotista ungherese, vincitore di una medaglia di bronzo alle olimpiadi di Mosca 1980.